# 서귀포시 표선도서관
서귀포시 표선도서관은 대한민국 제주특별자치도의 공공도서관이다.

## 연혁
제주도 남제주군(지금의 제주특별자치도 서귀포시)이 2001년에 개관하였다.
2006년 행정구조 개편이 이루어져 남제주군이 폐지되면서 표선도서관을 비롯하여 남제주군이 운영하던 모든 도서관이 제주특별자치도로 이관되었으나, 제주특별자치도의 의결기관인 제주특별자치도의회가 6개월만에 도서관 사무를 관할 행정시장이 맡도록 조례를 개정하면서, 기존 남제주군 소재 도서관의 사무는 관할 행정시인 서귀포시로 다시 이관되었다.

## 현황

### 소장 자료
2011년 4월 현재 도서 54,912책, 비도서 1,904점을 소장하고 있다.

### 시설
도서관 건물은 지하 1층, 지상 2층 규모로 제주특별자치도 서귀포시 표선면 표선백사로110번길 17-10에 위치하고 있다. 구체적인 자료실 및 편의시설 배치는 다음과 같다.
- 1층 : (도서관 시설 없음)
- 2층 : 향토자료실, 아동자료실, 정보이용실, 교육실, 일반열람실
- 3층 : 종합자료실, 일반열람실

## 이용

### 이용 시간
- 열람실 : 08:00 ~ 22:00
- 아동열람실, 자료실 : 09:00 ~ 18:00
- 휴관일 : 매주 금요일, 1월 1일, 설·추석 연휴, 12월 31일

### 회원 자격
- 제주특별자치도 서귀포시 표선면에 주민등록이 되어 있는 도민(3세 이상)
- 제주특별자치도 소재 직장인 및 학생
- 제주특별자치도 거주 외국인

### 자료 대출 규정
- 대출자격 : 회원증을 소지한 본인에 한해 도서 대출
- 대출권수 : 1인 3책
- 대출기한 : 7일(1회에 한해 7일을 연장할 수 있음)